# Tersecco
Tersecco (in sloveno Trsek) è un insediamento di 54 abitanti del comune sloveno di Capodistria, situato in Istria settentrionale.
La stradina asfaltata che proviene da Popetra e che corre sul crinale verso sud, arriva di fronte ad un poggio più alto e tutto nudo; in cima sorge a quota 319 m isolata e derelitta, la chiesa di S. Brigida. È un posto incantevole con un silenzio ed una pace a cui non si è più abituati.
Vicino, ma separato dalla chiesa c'è il piccolo cimitero senza alberi e recintato da un muro sbrecciato. Dalla chiesetta si spazia tutto intorno, si vede Popetra  ad est dietro i paesi di Buttari e Trebesse, ad ovest la valle del fiume Dragogna che scende verso il mare ed a nord Truscolo, Bocciai, la chiesa di S. Canziano ed i campanili di Loparo e Maresego. La chiesetta è povera, con un piccolo campanile a vela con una campana; non ha iscrizioni ma i contorni in calcare del portale sono scolpiti e decorati con fiori geometrici. Poche centinaia di metri più ad ovest, una ripida discesa porta a Tersecco, a quota 276 m, una paesino di case semidiroccate, posto ai due lati di una sella in mezzo alla quale c'è una cappella. Come tante altre località istriane, nel 1028 anche Tersecco pervenne ai patriarchi di Aquileia per donazione di Corrado II imperatore. Fece parte nel XIII e XIV secolo della signoria di Momiano. Passata sotto il dominio veneziano ai primi anni del XV secolo, Tersecco fu feudo dei Vida dal 1488 e poi di altre famiglie capodistriane, mentre alcuni masi furono infeudati nel 1505 ai Bratti.
Da Tersecco una nuova strada un po' più larga ed asfaltata porta a quota 190 m con forte discesa verso il torrente Denarnecco che qui, nell'alta valle, ha le sembianze di un ruscello.